# James Stillman Rockefeller
James Stillman "Babe" Rockefeller, född 8 juni 1902 i New York, död 10 augusti 2004 i Greenwich i Connecticut, var en amerikansk roddare.
Han blev olympisk guldmedaljör i åtta med styrman vid sommarspelen 1924 i Paris.